# Synagoga w Hradcu Králové
Synagoga w Hradcu Králové (cz. Synagoga v Hradci Kralové) – synagoga znajdująca się w Hradcu Králové, w Czechach, na skrzyżowaniu ulic Československé armády i Pospišilova třida.
Synagoga została zbudowana w latach 1904–1905 według projektu architekta Václava Weinzettela. Budowla została poświęcona 24 września 1905. W budynku oprócz sali modlitewnej znajdowało się mieszkanie rabina, szamesa, sala posiedzeń i archiwum. Wcześniej w latach 1888–1905 synagoga mieściła się w zaadaptowanym pomieszczeniu domu rabina przy ulicy Rokytanského 67. Podczas II wojny światowej wnętrze synagogi zostało zdewastowane przez hitlerowców. 
Po zakończeniu wojny prowizorycznie odnowiona i ponownie przeznaczona do żydowskiego kultu religijnego. Pod koniec lat 60. XX wieku została sprzedana na potrzeby Biblioteki Naukowej (cz. Studijní a vědecká knihovna), którą po adaptacji otwarto w 1971 roku. W 2007 budynek został zwrócony gminie żydowskiej w Pradze, która zamierza ją wykorzystywać wielofunkcyjnie.